# El Caño
El Caño es un corregimiento del distrito de Natá en la provincia de Coclé, República de Panamá. La localidad tiene 3.351 habitantes (2010).

## Toponimia
Lleva el nombre de El Caño por una caída de agua la cual nace en las cercanías de la Cordillera Central y se ve perfectamente desde este punto, a esta caída de agua se le denomina el Chorro de El Caño por donde nacen y fluyen las aguas del río El Caño.

## Actualidad
Cerca de la localidad se encuentra uno de los yacimientos arqueológicos más importantes de Panamá: un lugar de ceremonia y entierro de la época precolombina. El sitio fue saqueado en la década de 1920, pero actualmente comprende un pequeño parque arqueológico.